# Доисламская история Афганистана

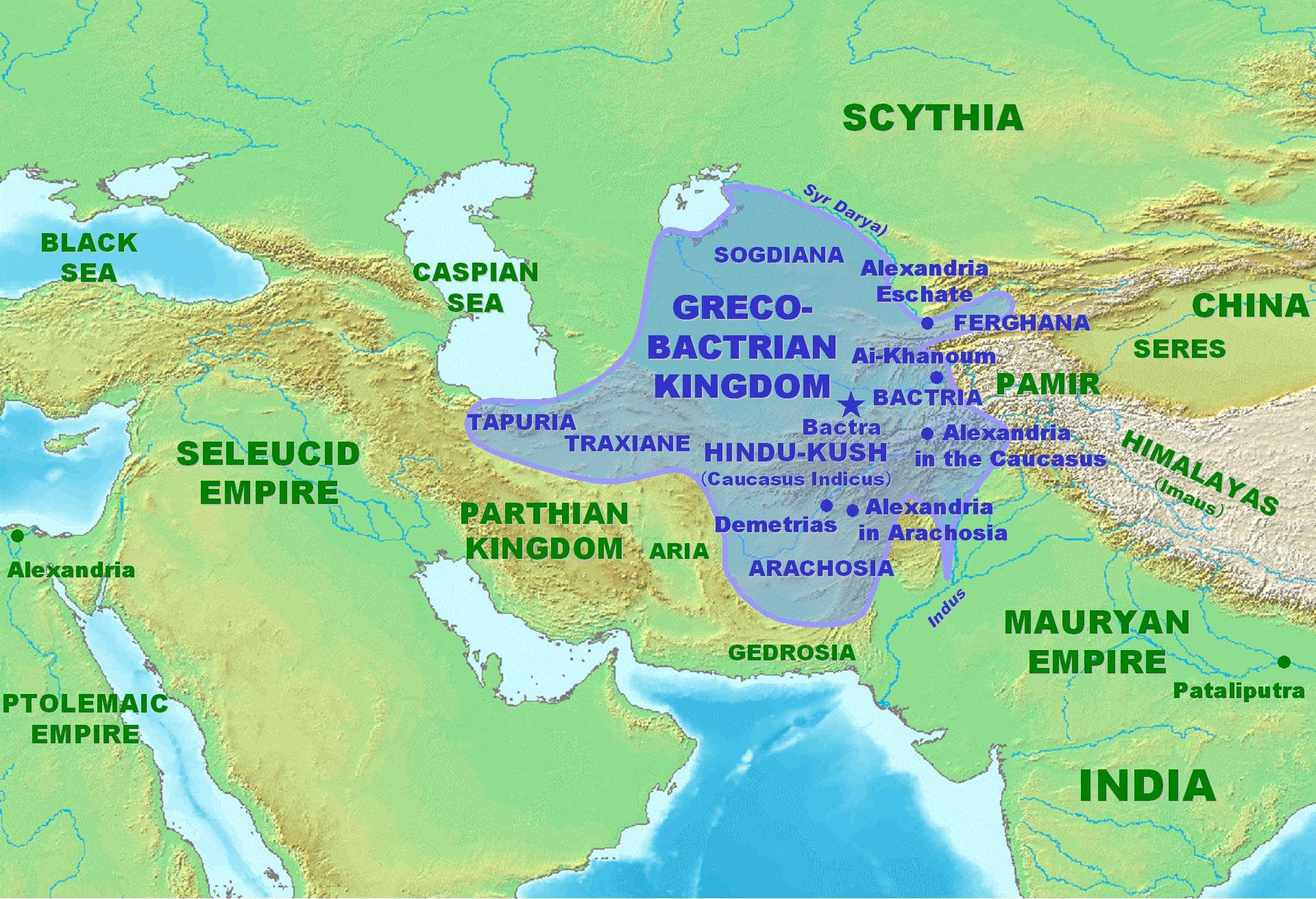
Греко-бактрийское царство в период своего наивысшего расцвета

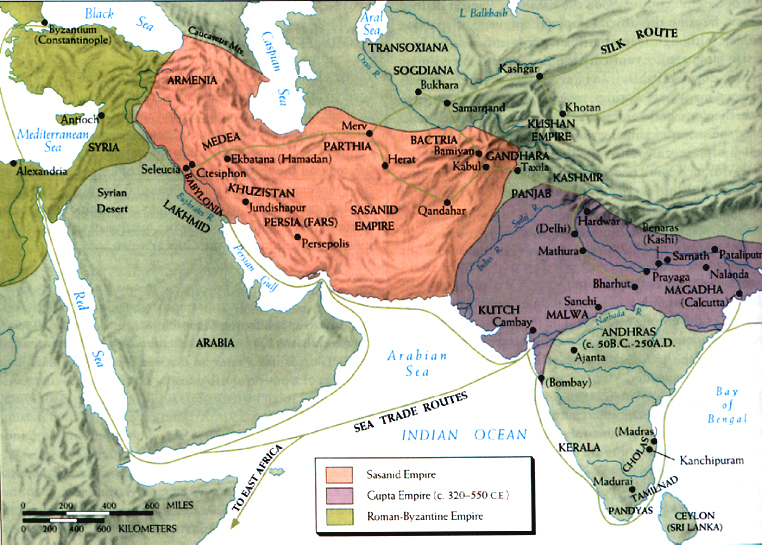
Афганистан на карте Второй персидской империи

Находки в пещере Кара-Камар у Айбака, вместе с отдельными находками в Южном Таджикистане и находками в мастерской у села Янгаджа (Туркмения) могут быть объединены в одну группу, которую можно назвать каракамарским вариантом верхнего палеолита Средней Азии, которая находит аналогии в III—IV фазе верхнего палеолита Ближнего Востока. Каракамарский вариант характеризуется наличием нуклевидных скребков «высокой формы», грубопризматическими нуклеусами, пластинами крупных размеров.
Земледельческие поселения на территории Афганистана возрастом 5000 лет назад были одними из первых в мире.
У обитателя пещеры Дарра-и-Кур в Бадахшане, жившего ок. 4,5 тыс. лет назад, выявлена митохондриальная гаплогруппа H2a и Y-хромомомная гаплогруппа R2-M479.
Предполагается, что зороастризм, возможно, возник на нынешней территории Афганистана между 1800 до 800 годами до н. э., а Заратустра жил и умер в Балхе. На древневосточных иранских языках, как, например, на авестийском, говорили в этом регионе во время расцвета зороастризма. К середине VI века до нашей эры, Ахемениды включили Афганистан в состав своей Персидской империи.
Империя Ахеменидов пала под ударами Александра Македонского после 330 года до н. э. и территория Афганистана вошла в состав его империи. После распада империи Александра Македонского Афганистан был частью государства Селевкидов, контролировавших регион до 305 г. до н. э. Буддизм стал доминирующей религией в регионе.
Затем регион стал частью Греко-бактрийского царства. Индо-греки были разбиты скифами и вытеснены из Афганистана к концу II-го века до нашей эры.
Греко-бактрийское царство просуществовало до 125 г. до н. э.
В I веке н. э. Парфянская империя покорила Афганистан. В середине-конце II века н. э. Кушанская империя с центром в современном Афганистане стала большой покровительницей буддийской культуры. Кушаны были разбиты Сасанидами в III веке.
Хотя различные правители, называющие себя кушанами (как известно, Сасаниды) продолжали править, по крайней мере, частью этого региона. В конце концов, кушаны были разгромлены гуннами, место которых, в свою очередь, заняли эфталиты, создавшие в регионе своё государство в первой половине V века. Эфталиты были разбиты сасанидским царём Хосровом I в 557 году. Однако эфталитам и потомкам кушан удалось создать небольшое государство в Кабулистане, которое впоследствии было захвачено мусульманскими арабскими армиями и, наконец, завоевано государством Газневидов.

## Галерея

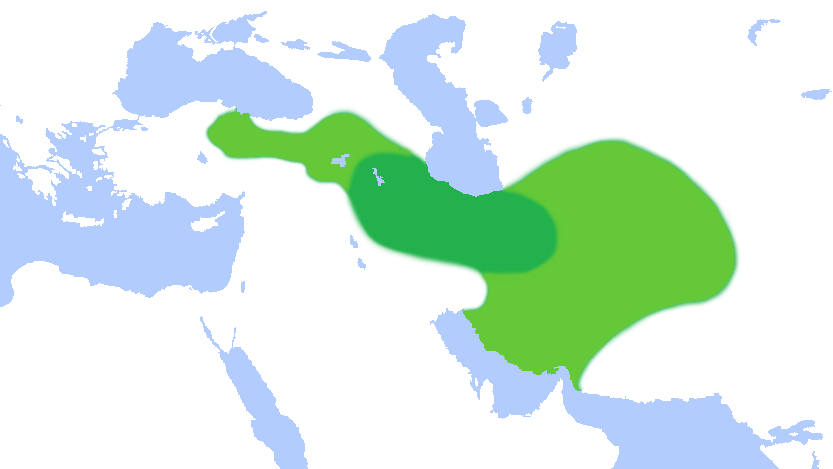
Территория, контролируемая Мидийским царством
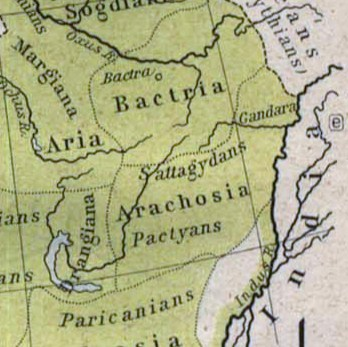
Арахозия, Ария и Бактрия были древними и более восточными сатрапами Ахеменидской империи, которые в течение 500 г. до н. э. Составляли большую часть территории современного Афганистана. Жители Арахозии были известны как пактийцы, возможно, нынешние пахтуны или пуштуны.
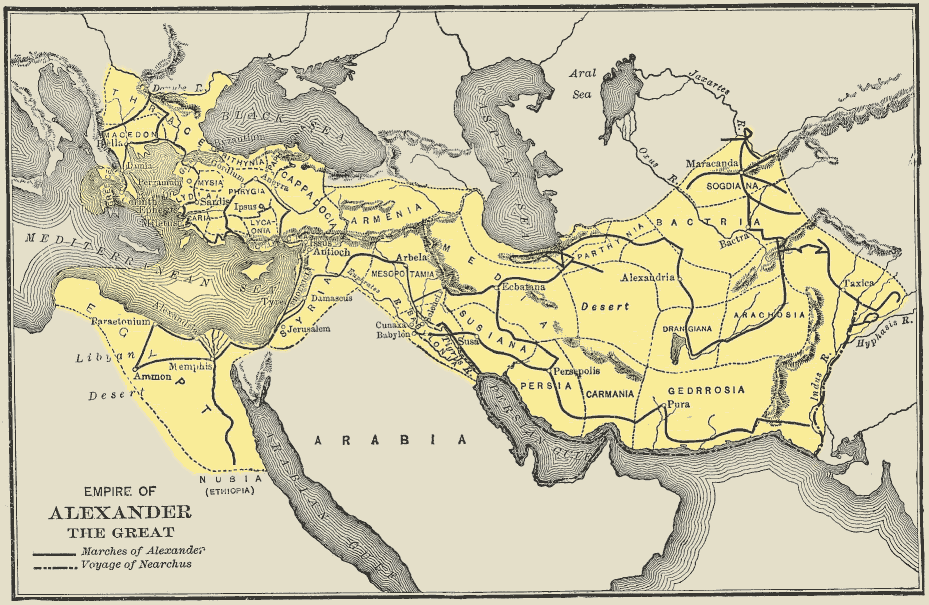
Империя Александра Македонского
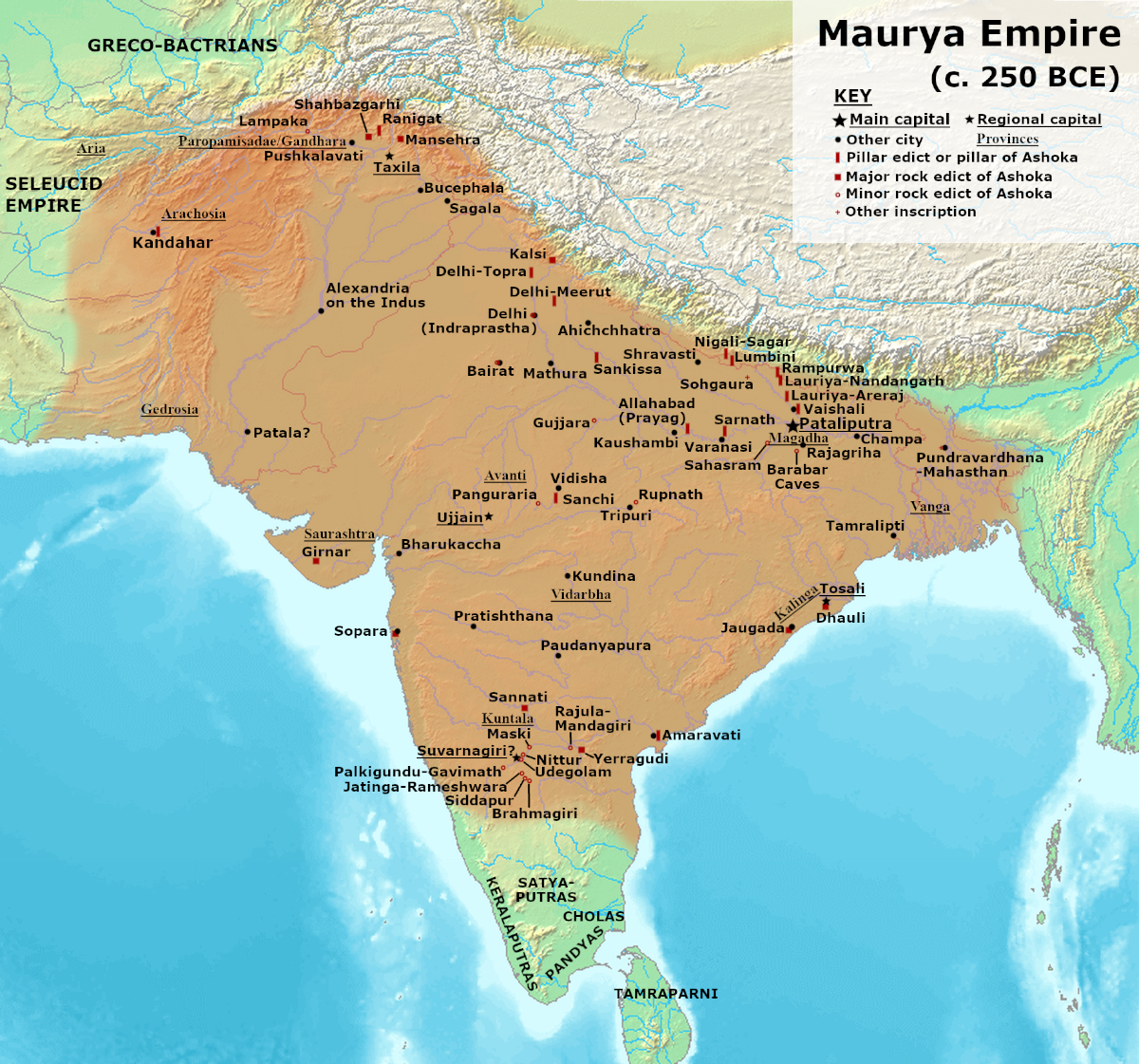
Империя Маурьев в максимальной степени
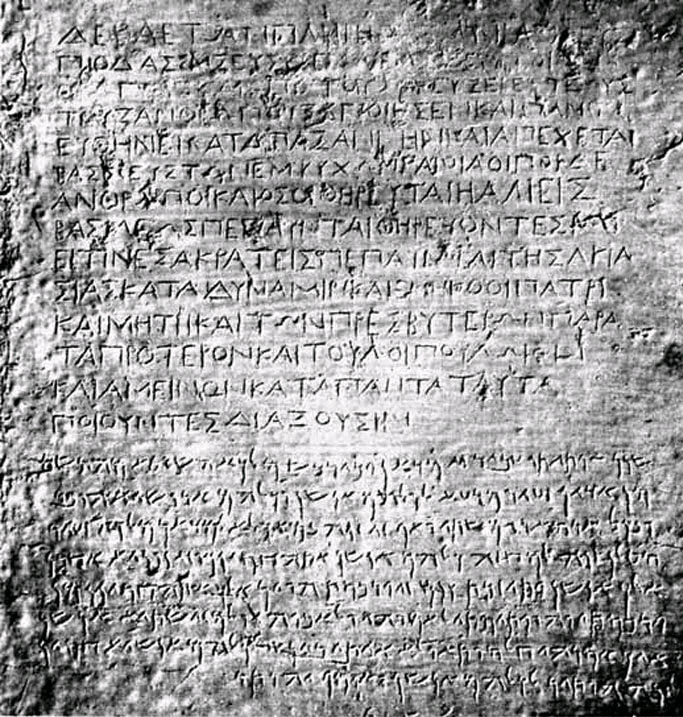
Двуязычный указ (греческий и арамейский) императора Ашоки из Кандагара — Афганский национальный музей.
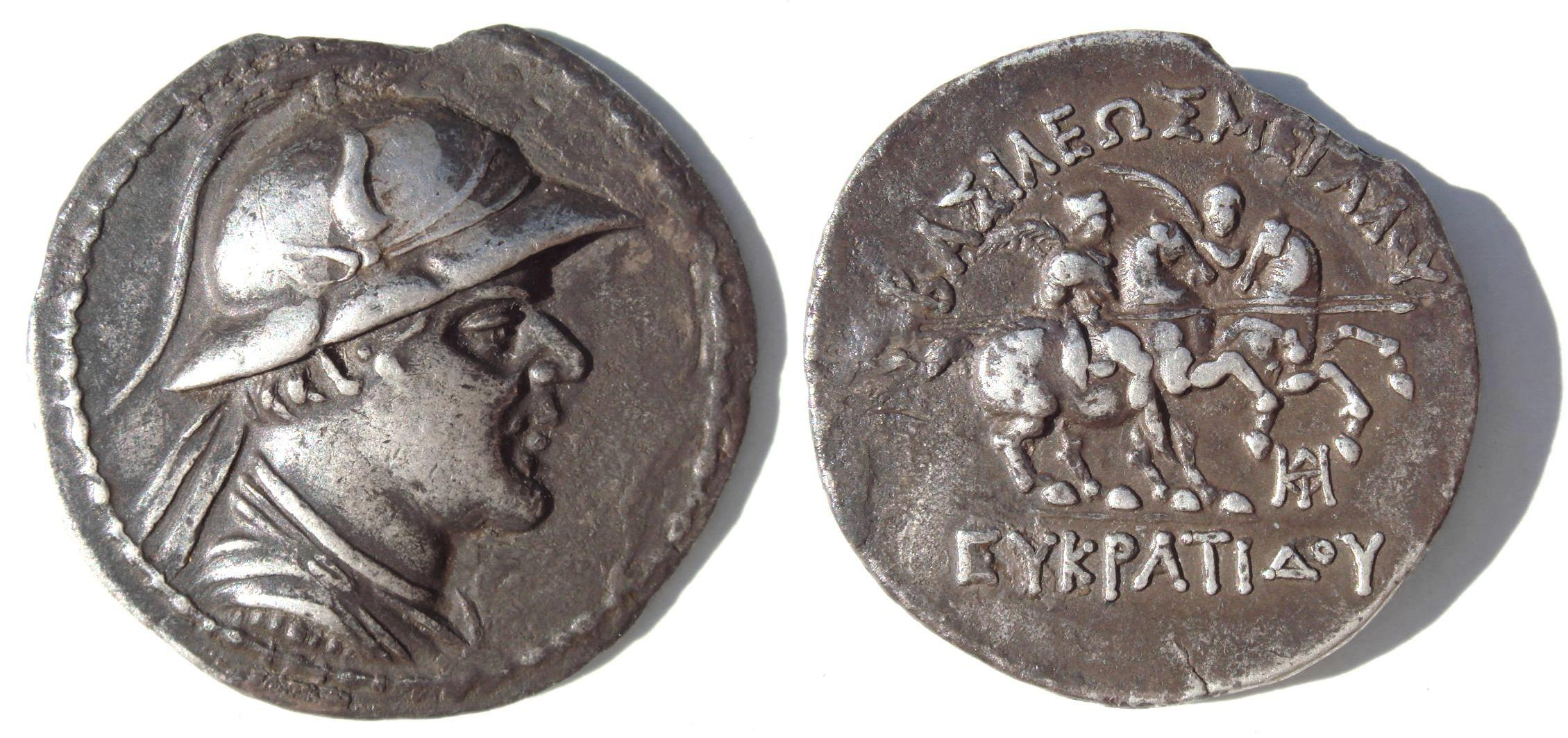
Монета греко-бактрийского царя Эвкратида (171-145 гг. до н. э.)
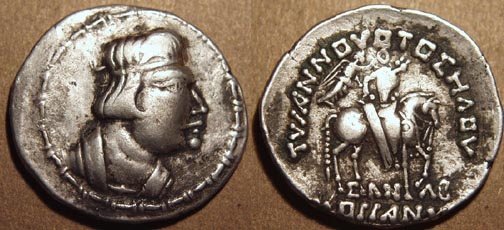
Серебряная тетрадрахма кушанского царя Герайоса (1-30 гг. н. э.) в греко-бактрийском стиле с всадником, коронованным греческой богиней победы Никой. Греческая легенда: ΤVΡΑΝΝΟVΟΤΟΣ ΗΛΟV — ΣΛΝΛΒ — ΚΟÞÞΑΝΟΥ «Тирана Герайоса, Санава, Кушана» (значение слова «Санав» неизвестно).
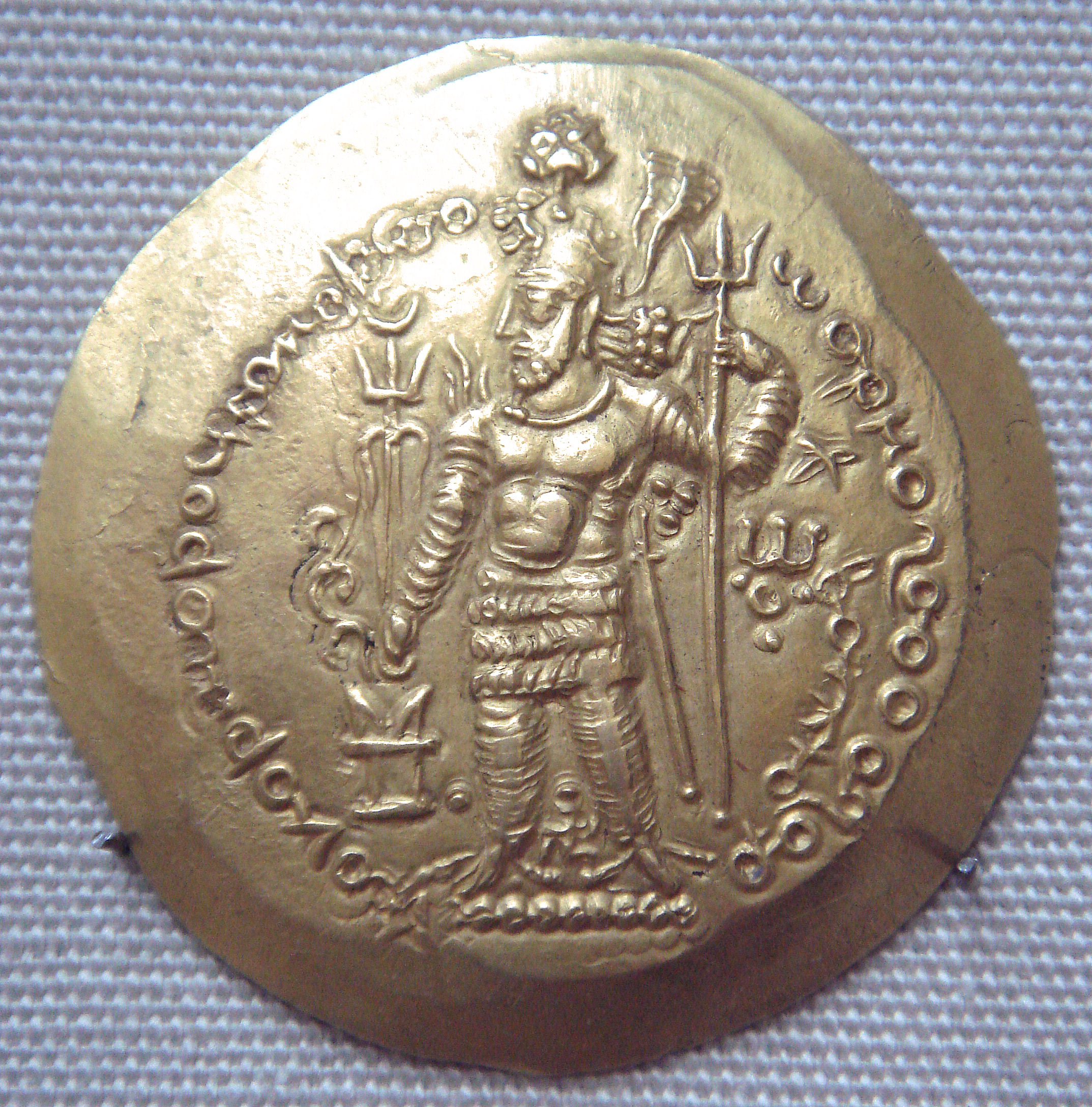
Монета Ормизда I Кушаншаха, выпущенная в Хорасане и производная от кушанских образцов
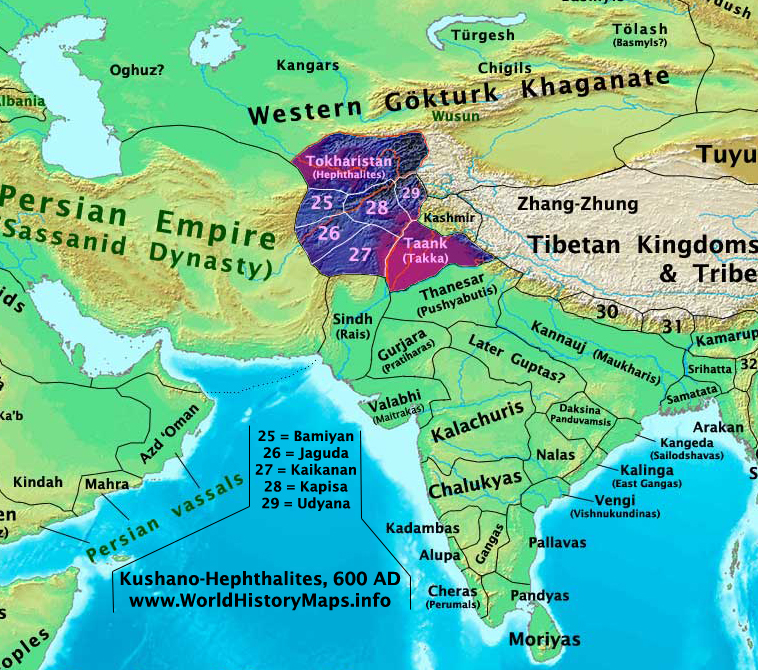
Кушано-эфталитские царства около 600 г. н. э.
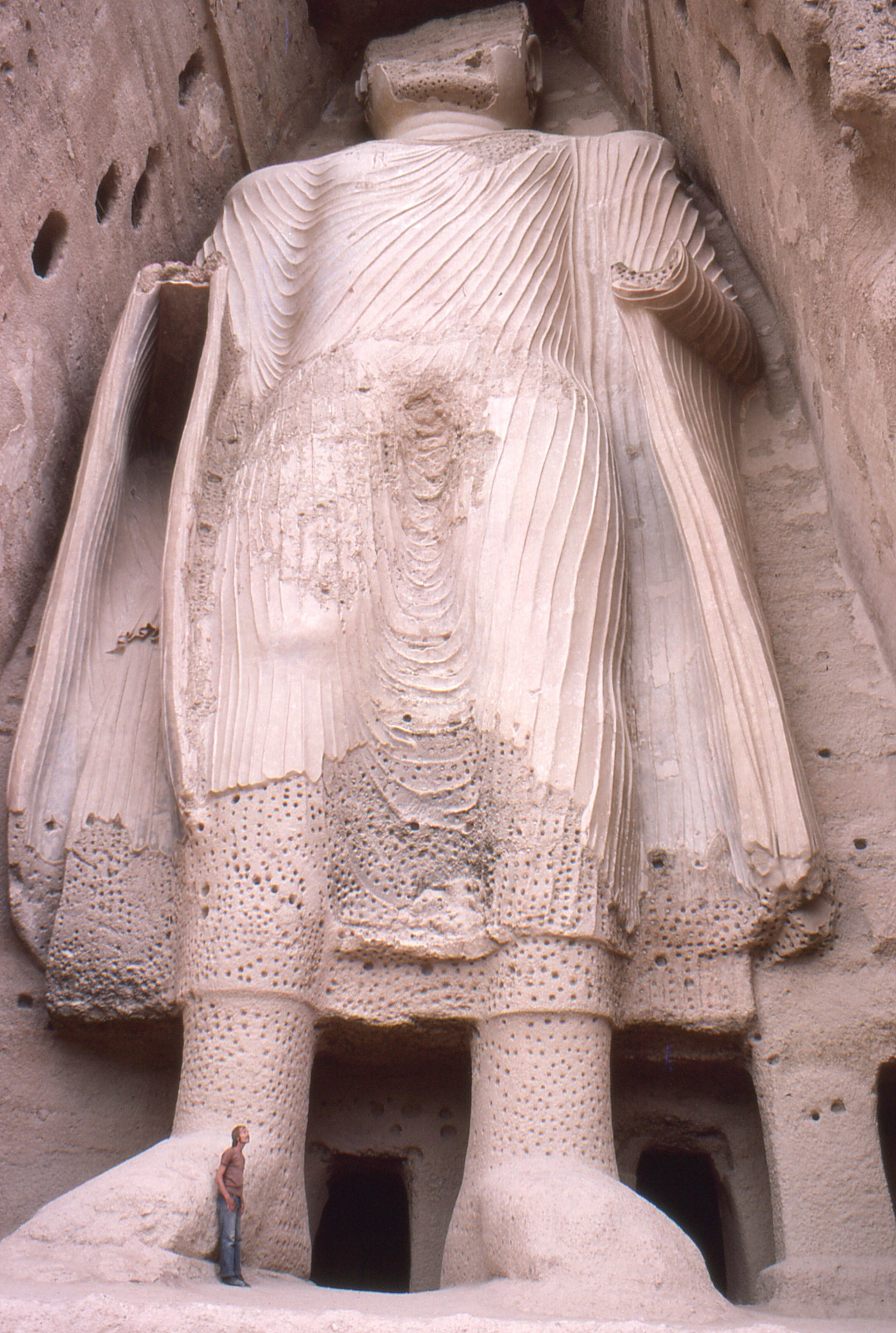
Один из Будд Бамиана. Буддизм был широко распространён в регионе до исламского завоевания Афганистана.